# Çorovodë
Çorovodë, Çorovoda – miasto w Albanii, nad rzeką Osum, stolica okręgu Skrapar w obwodzie Berat. Prawa miejskie uzyskało w 1958. Liczba mieszkańców wynosi około 14 tys. (2006). Burmistrzem miasta jest Nesim Spahiu.